# Agostino Di Bartolomei
Agostino Di Bartolomei (Róma, 1955. április 8. – San Marco di Castellabate, 1994. május 30.) olasz labdarúgó, középpályás, hátvéd.

## Pályafutása

### Klubcsapatban
1972 és 1984 között az AS Roma labdarúgója volt. 1975–76-ban kölcsönben szerepelt a Lanerossi csapatában. Az AS Romával egy olasz bajnoki címet és három kupagyőzelmet ért el. Tagja volt az 1983–84-es idényben BEK-döntős együttesnek. 1984 és 1987 között az AC Milan, 1987–88-ben a Cesena játékosa volt. 1988 és 1990 között a Salernitana csapatában fejezte be az aktív játékot.

### A válogatottban
1976 és 1978 között nyolc alkalommal szerepelt az olasz U21-es válogatottban és hét gólt szerzett.

## Halála
Halála előtti években súlyos depresszióban szenvedett. Napra pontosan, a tíz évvel korábban elvesztett BEK-döntő után, 1994. május 30-án fegyverrel öngyilkos lett.

## Sikerei, díjai
AS Roma
- Olasz bajnokság (Serie A)
  - bajnok: 1982–83
- Olasz kupa (Coppa Italia)
  - győztes (3): 1980, 1981, 1984
- Bajnokcsapatok Európa-kupája (BEK)
  - döntős: 1983–84